# Nanjō
Nanjō (japanska: 南城市?, Nanjō-shi), okinawianska: Nanjoo, är en japansk stad på sydöstra kusten på ön Okinawa i prefekturen med samma namn. Staden grundades 2006 genom en sammanslagning av kommunerna Sashiki, Chinen, Ōzato och Tamagusuku.